# М'яковолосець
М'яковолосець (Glinus) — рід тропічних і субтропічних рослин родини м'якотравцевих Molluginaceae. Це присадкуваті однорічні трави з нечітким або волохатою зеленню. Плід — коробочка, що містить багато ниркоподібного насіння. Деякі види використовуються як лікарські трави, а деякі вживаються в їжу.

## Види
- Glinus bainesii (Oliv.) Pax
- Glinus hirtus (Thunb.) Sennikov & Sukhor.
- Glinus lotoides L.
- Glinus oppositifolius (L.) Aug.DC.
- Glinus orygioides F.Muell.
- Glinus radiatus (Ruiz & Pav.) Rohrb.
- Glinus runkewitzii Täckh. & Boulos
- Glinus sessiliflorus P.S.Short
- Glinus setiflorus Forssk.
- Glinus zambesiacus Sukhor.